# 적러시아

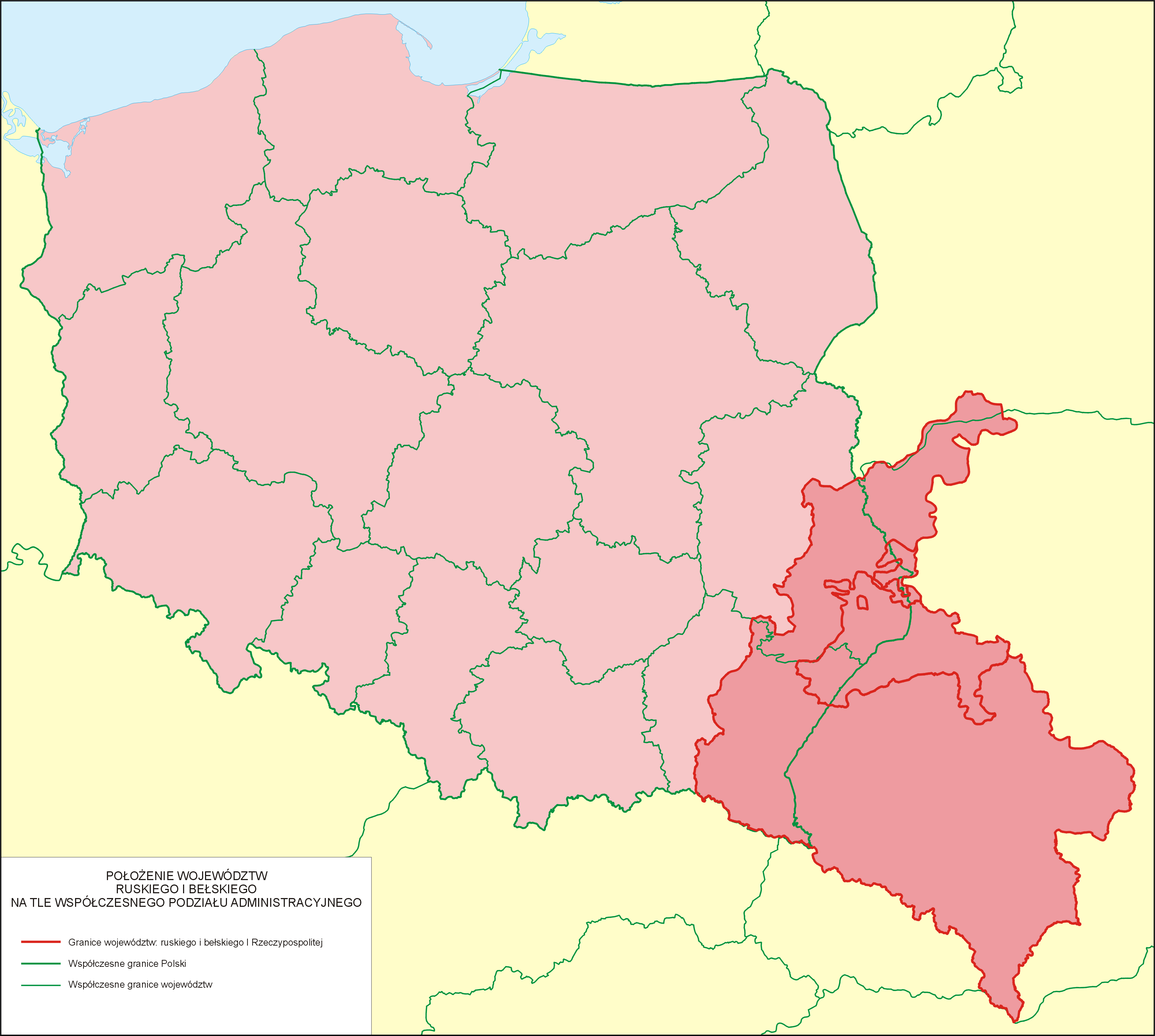

적러시아(라틴어: Ruthenia Rubra 루테니아 루브라[*]; Russia Rubra 루시아 루브라[*], 우크라이나어: Червона Русь 체르보나 루스[*], 폴란드어: Ruś Czerwona 루시 체르보나[*], 러시아어: Красная Русь 크라스나야 루시[*], 루마니아어: Rutenia Roșie, 프랑스어: Russie Rouge, 영어: Red Russia)란 중세에 키예프 루스의 서남부 제(諸)공국들을 가리킨 말이다. 예컨대 페레미실 공국과 벨츠 공국 등이 적러시아에 속한다. 현재의 국경을 기준으로 말하면 우크라이나 서부의 폴란드 제3공화국과 접경하는 양측 국경지대에 해당한다. 때때로 소폴란드, 포돌리야, 우안 우크라이나, 볼히니아의 일부도 적러시아에 포함된다. 적러시아의 중심도시는 페레미실과 벨츠였고, 그 밖에 헤움・자모시치・제슈프・크로스노・사노크(이상 현 폴란드령), 리비우・테르노필(이상 현 우크라이나령)이 있다.
적러시아라는 지명은 1321년 작성된 폴란드어 사료에 처음 등장하며, 옛 루스 지역 가운데 폴란드의 카지미에시 3세가 정복한 지역이 적러시아에 해당한다. 키예프 루스가 붕괴한 이후 적러시아는 리투아니아 대공국, 폴란드 왕국, 헝가리 왕국, 루테니아 왕국의 각축장이었고, 최종적으로 갈리치아-볼히니아 전쟁의 결과 이후 400여년간 폴란드령이 되었다. 폴란드 제2공화국 때도 전역이 폴란드령이었다가, 제2차 세계대전 이후 상당부분이 우크라이나 SSR로 넘어가서 오늘날에 이른다.

## 같이 보기
- 백러시아
- 흑러시아